# Diocèse de Trinité-et-Tobago
Le Diocèse de Trinité-et-Tobago est une juridiction anglicane appartenant à la Communion anglicane et appartenant à l'Église dans la province des Antilles. Sa cathédrale est la Cathédrale de la Sainte-Trinité de Port-d'Espagne et son actuel titulaire est Claude Berkley (en).

## Historique
À partir de 1660, le territoire de Trinité-et-Tobago relevait officiellement de l'évêque de Londres. En 1813, ce dernier nie cette responsabilité et les nominations des pasteurs est alors sous la responsabilité du Gouverneurs des Îles-du-Vent britanniques. De 1824 à 1872, la région est administrée par l’évêque de la Barbade. Le diocèse est érigé en 1872 et son premier évêque est Richard Rawle (en).